# Jakobitter
Jakobitter var tilnavnet til dem, der tilsluttede sig den politisk-religiøse bevægelse, som mellem 1688 og 1746 forsøgte at
genindsætte det stuartske kongehus på Englands, Skotlands og Irlands troner. Bevægelsen opstod, da Jakob II af England/Jakob VII af Skotland), som i hemmelighed var konvereteret til katolicismen i 1668 eller 1669 og siden efterfulgte sin protestantiske og barnløse bror Karl II på tronen 1685 blev styrtet i 1688 i "den ærefulde revolution" og blev erstattet af det samregerende par Vilhelm III og Maria II (Jakobs protestantiske datter).
Flere af Jakobs tilhængere fulgte ham, da han i 1688 flygtede til Frankrig og siden boede der under Ludvig XIVs beskyttelse, men de fleste blev tilbage i deres hjemland (først og fremmest i Skotland og Irland) og opretholdt forbindelsen med Jakobs Hof i Saint-Germain.
Jakobitternes stræben gik først og fremmest ud på at genindsætte den landflygtige Jakob på tronen. Efter hans død i 1701 gik man over 
til at forsøge at sikre kronen til hans søn Jakob Edvard Stuart, og da denne i 1715 opgav tanken om at blive engelsk og skotsk
konge, satsede jakobitterne endelig på sønnesønnen Karl Edvard Stuart ("Bonnie Prince Charles").
Jakobitternes kamp for at genindsætte det stuartske kongehus på tronen førte til en række oprør og krige i Irland, Skotland og England. 
De vigtigste slag i denne konflikt var 
- det irske slaget ved Boyne i 1690, hvor Jakob II forgæves forsøgte at genvinde magten, men

blev tvunget til at flygte tilbage til Frankrig, 
- oprøret i 1715 i Skotland, hvor hans søn forsøgte og måtte give fortabt, samt endelig

- det skotske oprør i 1745, som sluttede med slaget ved Culloden i 1746, hvor sønnesønnen "Bonnie Prince Charles" blev slået og herefter jagtet i fire måneder over hele det skotske højland, inden det lykkedes ham at komme tilbage til Frankrig.

Den sidste af huset Stuart, som gjorde krav på den britiske trone, var Henrik Benedict Stuart, "Bonnie Prince Charles'" yngre bror,
som var katolsk kardinal. Da broren døde i 1788, hævdede han sin arveret til tronen og kaldte sig Henrik IX.

## Den korrekte kongerække ifølge jakobitterne
På trods af at "jakobitismen" i princippet døde i slaget ved Culloden, og på trods af at ingen stillede op som tronprætendent efter 
Henrik Benedict Stuart, har der alligevel været en lille gruppe hengivne tilhængere, som har hævdet at afsættelsen af Jakob II var ulovlig, ligeom den i 1689 Bill of Rights og den i 1701 vedtagne successionsordning, som fratog huset Stuart 
al arveret til tronen og i stedet overdrog den til  Sofia af Hannover og hendes efterkommere. Ifølge jakobitterne burde den britiske kongerække efter 1685 have set således ud:
Fra huset Stuart
- Jakob II af England / Jakob VII af Skotland 1685-1701
- Jakob III af England / Jakob VIII af Skotland 1701-1766, søn af Jakob II / VII
- Karl III af England og Skotland 1766-1788, ældre søn af Jakob III / VIII
- Henrik IX af England / I af Skotland 1788-1807, yngre søn af Jakob III / VIII, den sidste tronprætendant

Fra huset Savoyen
- Karl IV af England og Skotland 1807-1819, dattersøns sønnesøn af Jakob II's yngre søster Henrietta Anna Stuart
- Viktor I af England og Skotland 1819-1824, yngre bror af Karl IV
- Maria II af England og Skotland 1824-1840, datter af Viktor I

Fra huset Habsburg-Este
- Frans I af England og Skotland 1840-1875, søn af Maria II
- Maria III af England og Skotland 1875-1919, datter af Frans I's yngre bror Ferdinand

Fra huset Wittelsbach
- Robert I af England, IV af Skotland 1919-1955, søn af Maria III
- Albert I af England og Skotland 1955-1996, søn af Robert I / IV
- Frans II af England og Skotland 1996-

## Arvefølgen
Efter Frans II af England og Skotland indgår en række af hans slægtninge i tronfølgen:
- Max Emanuel, hertug i Bayern (født 21. januar 1937 i München). Max Emanuel er bror til Frans II af England og Skotland.
- Sophie af Liechtenstein (født 1967), gift med Alois, arveprins af Liechtenstein (født 1968), der er Liechtensteins tronfølger og prinsregent. Sophie af Liechtenstein er den ældste datter Max Emanuel, hertug i Bayern.
- (Kommende) arveprins Joseph Wenzel af Liechtenstein, født 24. maj 1995 i London. Joseph Wenzel er den ældste søn af Sophie af Liechtenstein, og han er den første jakobitiske arving til de britiske troner, som er født på de britiske øer, siden Jakob Edvard Stuart (The Old Pretender) blev født på St. James's Palace i London, England i 1688.